# Хикосима
Хикосима или Хико-Сима (яп. 彦島 хикосима) — остров на юге Японии, расположенный в префектуре Ямагути. Остров лежит в проливе Каммон у западной оконечности Хонсю, находится на южной оконечности города Симоносеки, к которому относится административно.
Хикосима соединена тремя мостами с Хонсю, от которого его отделяет узкий пролив Косето (яп. 小瀬戸, «маленький пролив»), часть пролива Каммон между Хикосимой и Кюсю называют Осето (яп. 大瀬戸, «большой пролив»). На острове начинается железнодорожный туннель Каммон, соединяющий Хонсю и Кюсю (по нему проходит линия Санъё).
Его площадь составляет 9,8-11,09 км². Население — 33,1 тыс. человек (2000) (33493 чел.).
Высочайшая точка — более 100 м.
Основой экономики острова является рыболовство. Улов состоит из рыб разнообразных видов и размеров, поэтому у рыбаков есть сложности с его сбытом. В 1980-е годы началось разведение водорослей, в начале XXI века — разведение устриц. Из сельскохозяйственных культур сегодня на острове выращивают цветы, до Второй мировой войны был известен тепличными дынями.
Кроме того, на острове развита промышленность, есть завод Hikoshima Smelting Company по выплавке цинка, производящий цинковые сплавы и цинковые аноды. С эпохи Мейдзи существует кораблестроение и химическая промышленность.
Во время войны Тайра и Минамото остров оставался последним опорным пунктом рода Тайра. Это находит отражение в сохранившихся традиционных искусствах, таких как танец Тайра и барабаны Тайра.
Окружён многочисленными островками. На севере связан мостом с островом Такеноко-сима. На юге острова расположен порт Танокуби, на западе — Фукуура-Минато, на севере — рыболовный порт Симоносеки.
На острове расположено синтоистское святилище Хикосима-Хатимангу (посвящённое богу Хатиману) и несколько других святилищ. В Хатимангу сохранились древние петроглифы. Каждый год в конце октября в святилище проводится ритуал Сай-агари (яп. サイ上り神事), в ходе которого дети совершают танец, символизирующий рыб, а люди в японских доспехах вытягивают синтай божества из моря. На севере острова разбит парк Оинояма (яп. 老ノ山公園), из которого открывается вид на плёс Хибики-Нада.
К востоку от Хикосимы лежит островок Ганрю-дзима (巌流島, ранее называвшийся Фуна-сима), известный дуэлью Миямото Мусаси и Сасаки Кодзиро, состоявшейся в 1612 году. Остров до 2003 года большей частью принадлежал компании Mitsubishi Heavy Industries и расширялся благодаря использованию в качестве свалки.